# Liocarpilodes biunguis
Liocarpilodes biunguis är en kräftdjursart som först beskrevs av M. J. Rathbun 1906.  Liocarpilodes biunguis ingår i släktet Liocarpilodes och familjen Xanthidae. Inga underarter finns listade i Catalogue of Life.